# Friedrich Wilhelm Weidemann
Friedrich Wilhelm Weidemann, gelegentlich auch: Wiedemann geschrieben, (* 1668 in Osterburg; † 25. Dezember 1750 in Berlin) war ein deutscher Maler. Er wirkte ab 1702 als Hofmaler des Prinzen und (späteren) preußischen Königs Friedrich Wilhelm I. und hat zahlreiche Bildnisse der preußischen Königsfamilie geschaffen.

## Geburt
Friedrich Wilhelm Weidemann wurde 1668 im heute in Sachsen-Anhalt liegenden Osterburg in der alten Mark Brandenburg geboren.

## Ausbildung
Weidemann erlernte das Handwerk der Kunstmalerei bei dem niederländischen Maler und Architekten Rutger von Langerfeld, der seit 1678 am Hof des Kurfürsten Friedrich Wilhelm wirkte. Weitere Schüler von van Langevelt waren Samuel Theodor Gericke und Langevelts Sohn Wilhelm van Langevelt.
Weidemann schloss seine Ausbildung durch ein Studium an der Berliner Akademie der Künste ab und arbeitete darauf einige Zeit in London unter Gottfried Kneller, dem aus Lübeck stammenden Hofmaler des britischen Königs.

## Hofmaler in Berlin

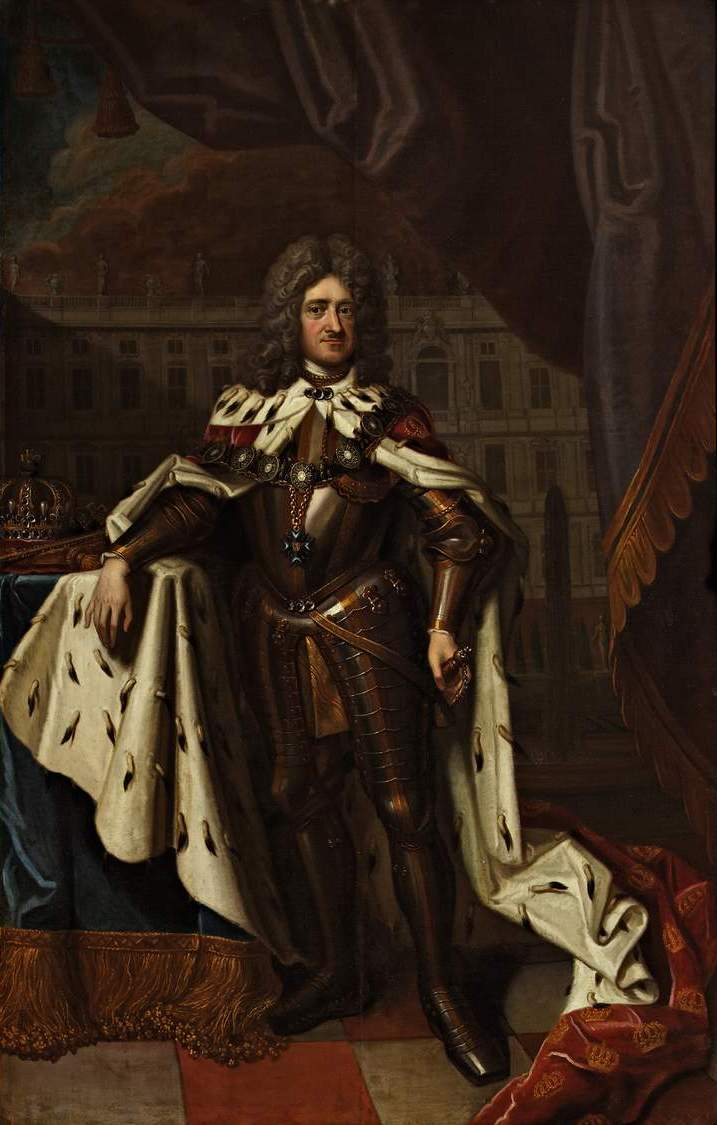
Friedrich I. König in Preußen, Gemälde von Friedrich Wilhelm Weidemann

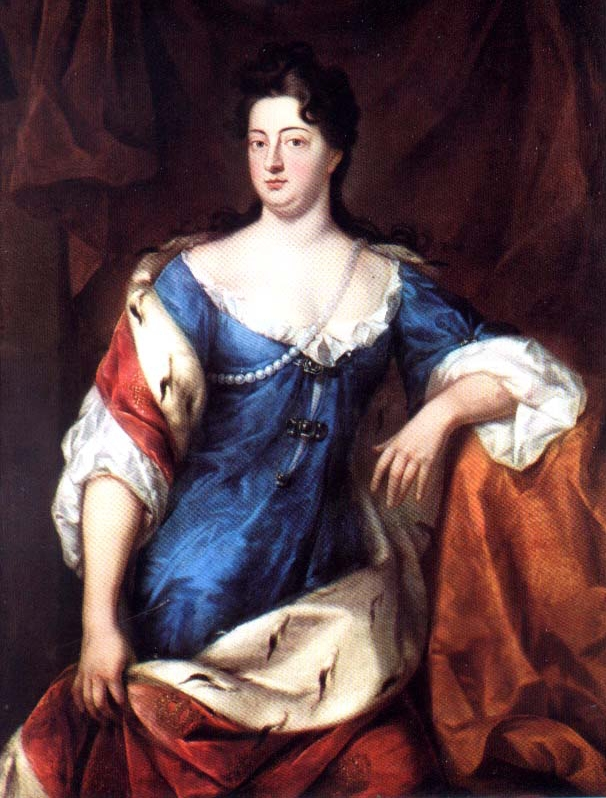
Sophie Charlotte, Königin in Preußen, Gemälde von Friedrich Wilhelm Weidemann

Nach seiner Rückkehr nach Berlin wurde Friedrich Wilhelm Weidemann – wie Heinecken berichtet – König Friedrich I. von der einflussreichen Gräfin Katharina von Wartenberg, der Ehefrau des preußischen Regierungschefs Johann Kasimir Kolbe von Wartenberg, vorgestellt und 1702 zum Hofporträtmaler berufen. Er wurde zunächst Professor und später als Nachfolger von Samuel Theodor Gericke auch Direktor der Berliner Akademie. Weidemann hat in seiner Funktion zahlreiche Porträts der preußischen Königsfamilie angefertigt, insbesondere auch der preußischen Königin Sophie Charlotte. Einige seiner Bilder der Königin sind heute im Berliner Schloss Charlottenburg zu sehen, andere im Schloss in Königs Wusterhausen.
Auch sein jüngerer Vetter, Carl Emil Weidemann (* 1685; † 1735), verfolgte eine parallele Karriere als Hofmaler. Wie Friedrich Wilhelm Weidemann hatte auch Carl Emil Weidemann eine Zeit lang in London unter Gottfried Kneller gearbeitet. Er malte später in Berlin Porträts und wurde Hofmaler der Königin Sophie Dorothea. Carl Emil Weidemann starb 1735 im Alter von 50 Jahren.
Friedrich Wilhelm Weidemanns Bilder waren bei seinen Zeitgenossen sehr beliebt und er behauptete unter König Friedrich Wilhelms I. Regierung lange Zeit als Maler den Vorzug, musste aber endlich dem französischen Maler Antoine Pesne weichen, den noch der Vater des Prinzen Friedrich Wilhelm, der preußische König Friedrich I. 1710 nach Berlin berufen hatte, wo er am 6. Mai 1711 offiziell zum Hofmaler ernannt wurde.

## Tätigkeit als akademischer Lehrer
Weidemann wurde 1708 ordentlicher Adjunkt und Mitglied der Berliner Akademie der Künste. 1712 wurde er zum Rektor und 1718 zum Direktor der Akademie ernannt, welcher er auch in der Folge wiederholt bis zu seinem Tode vorstand. Von 1730 ab lehrte er vor allem als Professor für Perspektive.
Die Künstler G.P. Busch, A. B. König, Jakob Wilhelm Heckenauer, John Smith, Johann Jakob Haid u. a. haben nach Vorlagen von Friedrich Wilhelm Weidemann Kupferstiche angefertigt.

## Tod
Friedrich Wilhelm Weidemann starb am 25. Dezember 1750 in Berlin im Alter von 82 Jahren.